# تاتيانا عيسى
تاتيانا عيسى (بالبرتغالية: Tatiana Issa‏) هي مخرجة وممثلة برازيلية، ولدت في 16 يناير 1974 في ساو باولو في البرازيل.

## وصلات خارجية
- تاتيانا عيسى على موقع IMDb (الإنجليزية)
- تاتيانا عيسى على موقع ألو سيني (الفرنسية)
- تاتيانا عيسى على موقع أول موفي (الإنجليزية)
- تاتيانا عيسى على موقع قاعدة بيانات الفيلم (الإنجليزية)
- تاتيانا عيسى على موقع كينوبويسك (الروسية)